# La Grande Révolution
Pour les articles homonymes, voir La Grande Révolution (Pierre Miquel).
La Grande Révolution 1789-1793 est un livre de Pierre Kropotkine paru en 1909.

## Résumé
Dans ce livre, Kropotkine raconte l'histoire de la Révolution française de 1789. Il décrit d'une manière vivante, pleine d'humanité, de bienveillance, le drame du peuple des campagnes et des villes soutenant et donnant sa vie pour la Révolution dirigée par l’élite bourgeoise éclairée. Combat dans un premier temps contre l'absolutisme de l’Ancien Régime, et dans un second temps par la volonté de prendre en main son destin à travers les Comités révolutionnaires, véritables préfiguration d’une société sans pouvoir central autoritaire et sans État. La Convention ne voulant pas abandonner son pouvoir et le peuple français fatigué de ses efforts, du sang coulé et de privations, le nouvel État reste conservateur (selon Kropotkine). Il voit alors son rêve d'un monde meilleur s'envoler pour d'autres temps.

## Editions du livre
Le livre a fait l'objet de plusieurs rééditions depuis sa parution initiale en 1909 en France et dans le monde, notamment :
- aux éditions du Sextant, Paris, 2011, avec une introduction de Pierre Sommermeyer.  (ISBN 978-2-84978-036-7)
- le 10 juillet 2019[3] aux éditions Atlande pour le 230e anniversaire de 1789 avec une préface de l'homme politique Gérard Filoche et un appareil critique et historiographique reliant les enjeux démocratiques contemporains (mouvement des gilets jaunes, etc.) aux événements du passé.